# Jens Goebel

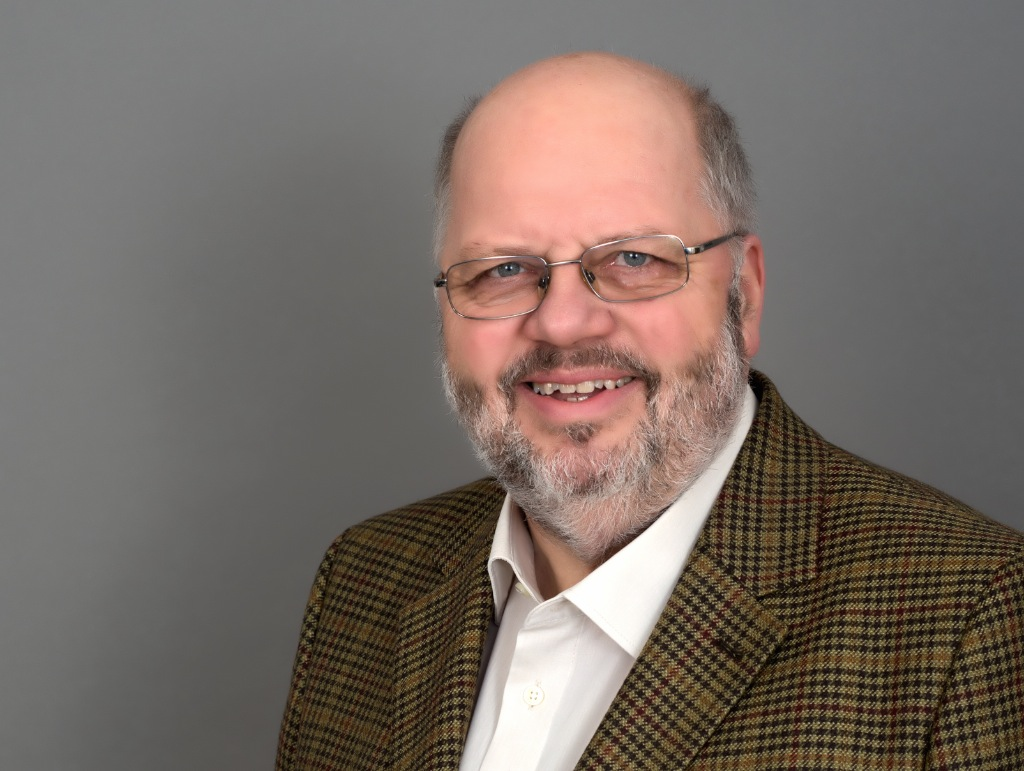
Jens Goebel

Jens Goebel (* 11. Januar 1952 in Jena) ist ein deutscher Mathematiker und Politiker (DSU/CDU). Er war von 2004 bis 2008 Kultusminister des Freistaates Thüringen.

## Werdegang
Von 1970 bis 1975 studierte Goebel Mathematik im polnischen Lublin und war anschließend als wissenschaftlicher Mitarbeiter an der TH Ilmenau tätig (bis 1990). 1981 promovierte er zum Dr. rer. nat. Von 1991 bis 1999 war er Professor an der Fachhochschule Schmalkalden. Seit 1993 war er deren Rektor. Nach seinem Ausstieg aus der Politik kehrte er zurück an die TU Ilmenau und war seitdem in der Fakultät Maschinenbau als Dozent tätig. Seit 2018 befindet er sich im Ruhestand.

## Politik

### DSU
Seit der Wende ist Jens Goebel politisch tätig. Zunächst war er Mitglied der DSU und gehörte von 1990 bis 1994 deren Bundesvorstand an. Zudem war Jens Goebel im Zeitraum von März 1990 bis 1992 als hauptberuflicher Geschäftsführer des DSU-Landesverbandes Thüringen und als enger Mitarbeiter des damaligen DSU-Landesvorsitzenden, des Volkskammer- und kurzzeitigen Bundestagsabgeordneten sowie Vertriebenenpolitikers Paul Latussek (später Vizepräsident des Bund der Vertriebenen (BdV)) sowie des aus München von der CSU zur DSU Thüringen abgesandten Wirtschaftspolitikers und Unternehmers Armin K. Haas (vormals Vertreter der Hanns-Seidel-Stiftung in Washington, D.C., USA) in der DSU-Landesgeschäftsstelle Thüringen in Erfurt tätig. Im Politisch-Beratenden Ausschuss zur Bildung des Landes Thüringen, dem Vorläufer des Thüringer Landtages in der Wendephase zwischen März 1990 und der Wiedervereinigung, vertrat Jens Goebel neben Paul Latussek die DSU und trat dort für die Übernahme konservativer CSU-Positionen in den Verfassungsentwurf für das Land (später Freistaat) Thüringen ein.

### CDU
Seit 1998 ist Goebel Mitglied der CDU und vertrat von 1999 bis 2009 den Wahlkreis Schmalkalden-Meiningen II als direkt gewählter Abgeordneter im Thüringer Landtag. Bei der Landtagswahl 2009 verlor er – während die CDU bei den Zweitstimmen deutlich vorn lag – sein Direktmandat an Manfred Hellmann (Die Linke). Auf der CDU-Landesliste hatte Platz 20 für Goebel nicht zur Wiederwahl gereicht.

### Öffentliche Ämter
Am 8. Juli 2004 wurde Goebel neuer Thüringer Kultusminister. In dieser Funktion war er für Kürzungen der öffentlichen Kulturförderung in Thüringen zuständig, die besonders auch die Theater trafen. Dafür musste er erhebliche Kritik von einigen Vertretern der Öffentlichkeit hinnehmen.
Im Rahmen einer Kabinettsumbildung, die am 23. April 2008 angekündigt wurde, schied Goebel aus dem Kabinett aus. Als Nachfolger Goebels war Peter Krause vorgesehen, der jedoch nach anhaltenden Diskussionen um seine Person wenige Tage vor dem geplanten Amtsantritt seinen Verzicht auf das Ministeramt bekannt gab. Neuer Kultusminister wurde schließlich Bernward Müller, der am 8. Mai 2008 vereidigt wurde.